# Landschaftsschutzgebiet Grünlandbereich südlich Kempen

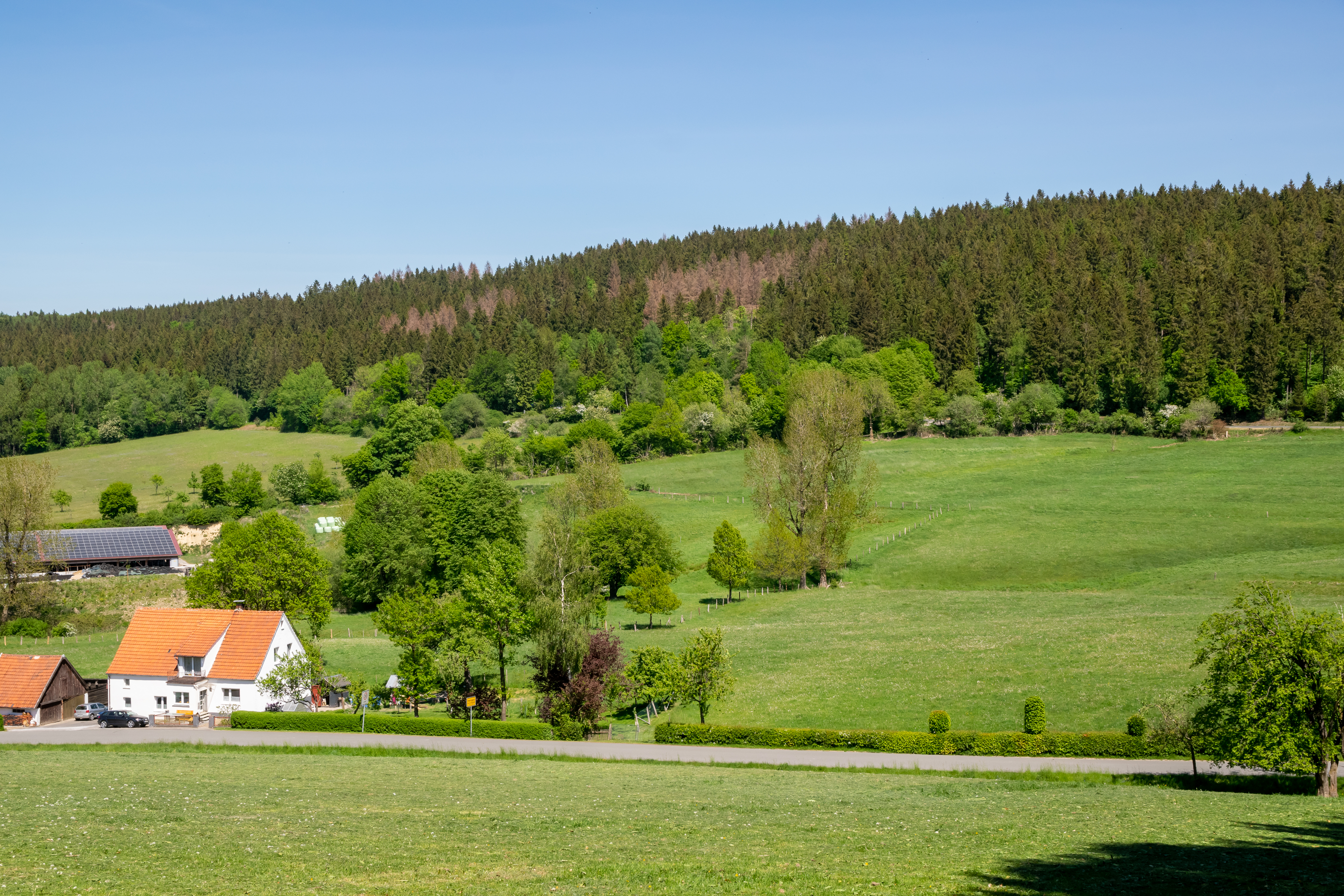
Landschaftsschutzgebiet Grünlandbereich südlich Kempen

Das Landschaftsschutzgebiet Grünlandbereich südlich Kempen mit etwa 12 ha Flächengröße liegt im Stadtgebiet von Horn-Bad Meinberg. Es wurde 2005 mit dem Landschaftsplan  Nr. 10 Horn-Bad Meinberg/Schlangen durch den Kreistag des Kreises Lippe als Landschaftsschutzgebiet (LSG) ausgewiesen.

## Beschreibung
Die Bebauung von Kempen grenzt direkt an das Schutzgebiet. Das LSG umfasst einen teilweise quelligen, feuchten Weidebereich in einem Kerbtal. Der Biotopkomplex wird durch Quellmulden, Feuchtbereiche, eine Obstweide, Einzelgehölze und Hecken gegliedert. Im Süden des LSG befindet sich das Quellgebiet des Sagebaches. Die Talsohle und Hangkanten des Kerbtales sind mit Gehölzen bestanden.

## Schutzzwecke für das LSG
Laut Landschaftsplan erfolgte die Ausweisung des LSG
- „zur Erhaltung der Leistungsfähigkeit des Naturhaushaltes,“
- „zur Erhaltung und Wiederherstellung eines Waldbereiches mit unterschiedlichen Feuchtestufen,“
- „zur Erhaltung eines Waldkomplexes in der Zerfallphase, wegen der Eigenart und Schönheit des alten Hudewaldes,“
- „zur Sicherung der das Landschaftsbild prägenden Alt- und Totholzbestände.“[1]

## Rechtliche Vorschriften
Im Landschaftsschutzgebiet ist unter anderem das Errichten bzw. Anlegen von Bauten und Fischteichen verboten. Grün- und Brachland darf nicht in eine andere Nutzungsart umgewandelt oder umgebrochen werden. Es ist im LSG verboten, Hunde frei laufen zu lassen, ausgenommen ist die ordnungsgemäße Jagd und Hof- und Gartenbereiche. Obstbäume auf Obstwiesen und Einzelbäume dürfen nur gefällt werden, wenn dies einvernehmlich mit der Unteren Landschaftsbehörde abgestimmt wurde und entsprechende Ersatzbäume gepflanzt werden. Das LSG besteht aus vier Teilflächen.